# Cobquecura Airport
Cobquecura Airport är en flygplats i Chile.   Den ligger i provinsen Provincia de Ñuble och regionen Región del Biobío, i den södra delen av landet, 400 km sydväst om huvudstaden Santiago de Chile. Cobquecura Airport ligger 10 meter över havet.
Terrängen runt Cobquecura Airport är huvudsakligen kuperad, men den allra närmaste omgivningen är platt. Havet är nära Cobquecura Airport västerut. Runt Cobquecura Airport är det glesbefolkat, med 11 invånare per kvadratkilometer.. 
I omgivningarna runt Cobquecura Airport växer i huvudsak städsegrön lövskog.